# محاري جنوبي
محاري جنوبي (الاسم العلمي: Pleurotus australis) هو نوع من الفطريات يتبع جنس المحاري من فصيلة المحارية. سمي هذا النوع بالجنوبي (باللاتينية: australis) نسبة إلى النصف الجنوبي للكرة الأرضية.